# Convento de Santa María de los Reyes

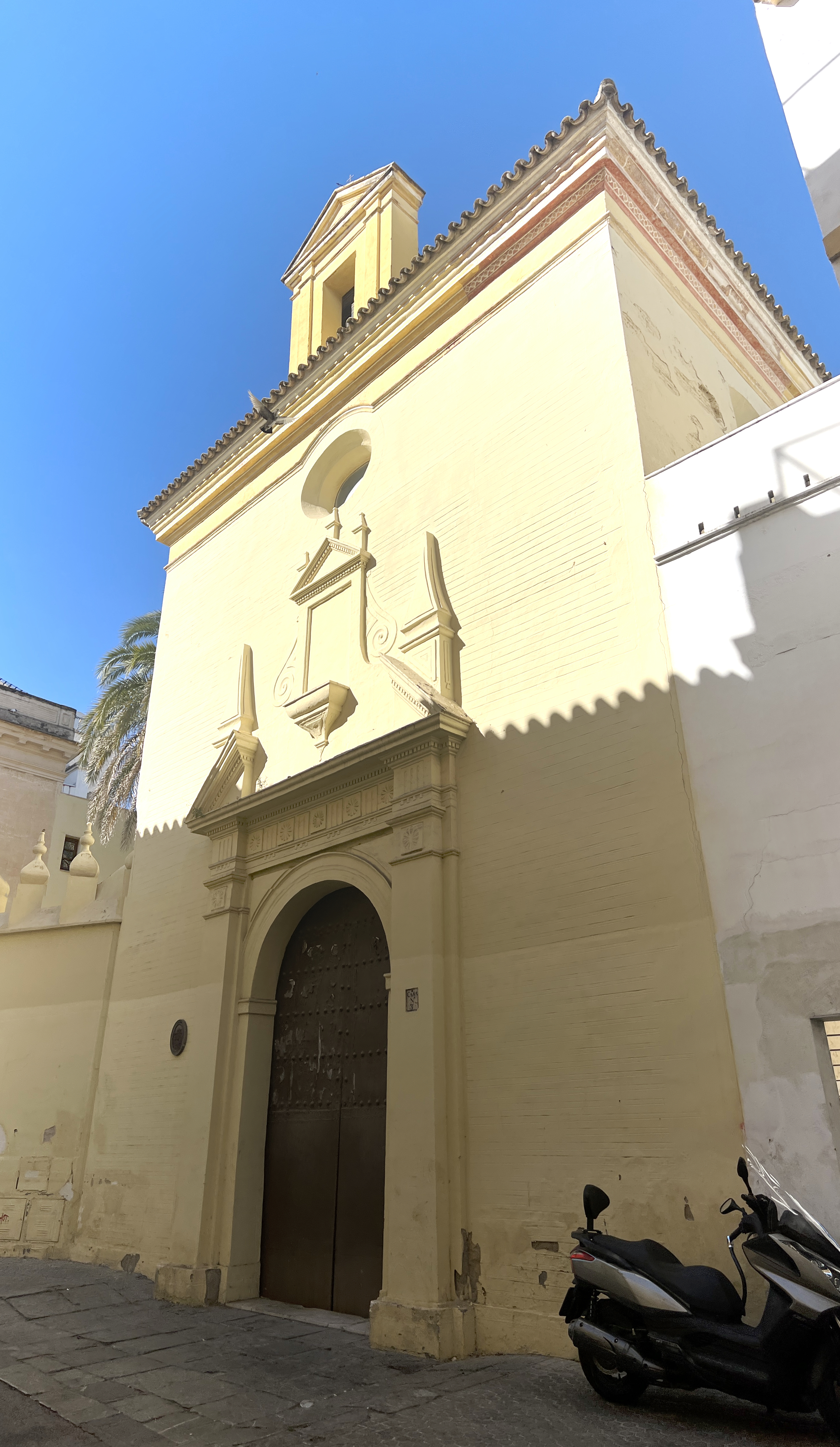
Convento de Santa María de los Reyes.

El Convento de Santa María de los Reyes, de monjas dominicas, fue fundado a finales del siglo XVI en Sevilla (Andalucía, España). En 1635 la comunidad se trasladó a unas antiguas casas del duque de Veragua, en la calle Santiago de esta ciudad. Fue clausurado en 1970.

## Historia
Se trata de un lugar donde hubo cementerios y escombreras desde el siglo I a. C.. La mayoría son de la época tardoimperial. La zona también estuvo poblada por visigidos y musulmanes.
En el siglo XVI hubo unas casas, propiedad de Juan Fernández Melgarejo, caballero veinticuatro, y Francisca de Guzmán. Posteriormente, fueron de Diego de la Bastida Espinosa y Luisa Portocarrero y Guzmán. Fueron heredadas por Aldonza Portocarrero Espinosa, que se casó con Nuño Álvarez Pereira Colón y Portugal, IV duque de Veragua.
El 3 de agosto de 1626 Álvaro Jacinto Colón y Portugal de Bastida, V duque de Veragua, cedió el uso de la mitad de las casas a Antonio Petruche de Leca, provincial de la Santa Hermandad y caballero veinticuatro, gratuitamente, a cambio de su restauración. Este, a su vez, las arrendó a la Inquisición en 1628.
Francisca Dorotea nació en 1559 en Santiago de Compostela y siendo niña se trasladó a Sevilla con su familia. En 1590 fundó una comunidad de dominicas que, al principio, tuvo su sede en el Convento de Santo Domingo. A finales del siglo XVI se trasladaron a una casa junto a la Puerta de Triana y a propiedades del Monasterio de San Agustín y el Convento de San Pablo el Real.
Se trataba de una congregación de monjas dominicas recoletas descalzas. En 1601 fray Alonso Osorio llevó el asunto de la fundación para su aprobación por el capítulo general de los dominicos, celebrado en Roma el 9 de junio de 1601. El 25 de marzo de 1601 el papa Clemente VIII otorgó la bula para la fundación del convento, que entonces contaba con doce monjas. El convento también contó con bulas de Pablo V de 1607 y 1611.
En 1605 se trasladaron a unas casas en la calle Santiago, que compraron en 1608 por 4 840 ducados. Francisca Dorotea profesó el 16 de marzo de 1613. El convento fue ampliado con la compra de otras dos casas anejas, el 20 de marzo de 1617 y el 11 de febrero de 1623. Francisca Dorotea falleció el 13 de marzo de 1623 y fue enterrada en la Iglesia de Santa Catalina.
En 1635 se trasladaron a las casas del duque de Veragua, también en la calle Santiago. Los restos de la fundadora se trasladaron a un sepulcro en la nueva iglesia conventual. En 1605 el poeta Juan de Salinas y Castro conoció el convento y colaboró con él. Tras su deceso, en 1643, fue enterrado en la iglesia del convento, a los pies del sepulcro de la fundadora.
En siglo XVIII el arzobispo Luis de Salcedo y Azcona promovió una nueva iglesia en el convento. Para ello compró unas casas anejas en 1736, por  3 938 reales y 28 maravedís, y las donó al convento en 1737. La iglesia fue diseñada por Diego Antonio Díaz, maestro mayor de obras del arzobispado, y construida por el maestro alarife Francisco Jiménez Bonilla. La iglesia fue finalizada en 1757. Los restos de la fundadora se trasladaron al nuevo templo aquel año.
El 20 de junio de 1970 el convento fue clausurado. Las seis monjas que quedaban se trasladaron al Monasterio de Santa María la Real de la calle San Vicente, de dominicas contemplativas, que había sido fundado en 1409, llevándose todos objetos del mismo, con excepción de los retablos. Las dos congregaciones se fusionaron en 1972. En 1976 la comunidad de dominicas se trasladó a un nuevo edificio en Bormujos. En 1992 los frailes dominicos se instalaron en el antiguo monasterio de la calle San Vicente, que bautizaron como Convento de Santo Tomás de Aquino, por ser el nombre de otro antiguo convento de dominicos sevillano.
En 1986 el edificio fue comprado por la Junta de Andalucía. El 13 de marzo de 1991 un incendio en la iglesia destruyó los retablos y la techumbre. Se realizaron varias obras de reparación entre 1991 y 2015.